# Elias John Wilkinson Gibb
Elias John Wilkinson Gibb (Glasgow, 3 giugno 1857 – Londra, 5 dicembre 1901) è stato un turcologo e traduttore scozzese.

## Biografia
Gibb era figlio di Elias John Gibb e di Jane Gilman. Studiò con Collier e si laureò nell'Università di Glasgow nel 1873. Gibb acquisì una mirabile conoscenza della Lingua araba e di quella persiana, interessandosi in particolare alla terza lingua del "tripode islamico": il turco, con la sua letteratura.
Gibb si sposò e si trasferì a Londra nel 1899. Effettuò scarse visite in Europa e non visitò mai - secondo una vecchia consuetudine che fortunatamente fu poi abbandonata - i paesi oggetto dei suoi studi.

Ciò non gli impedì di essere considerato un orientalista simpatetico e di talento, con un'eccellente biblioteca privata che egli aveva creato grazie al continuo acquisto di opere di poeti e di studiosi musulmani. È di particolare rilevanza la sua serie di volumi di poesia ottomana.
Morì ancora abbastanza giovane di scarlattina e trovò sepoltura nel Kensal Green Cemetery. La sua biblioteca fu acquistata dalla Cambridge University, dal British Museum e dall'ambasciata britannica a Costantinopoli.  Il suo nome si è conservato per i posteri nella ricca "Gibb Memorial Series", rivolta essenzialmente alle traduzioni di opere turche, persiane e arabe, creata e retta come fondazione dal Fondo istituito da Jane Gibb (m. 1904), la madre dello studioso.

## Opere
- The History of the Forty Vezirs or the story of the forty morns and eves (Contes turcs [Qyrq wezīr ḥikājesi). Written in Turkish by Sheykh-Zāda [Šaiḫzāda]. Done into English by E(lias) J(ohn) W(ilkinson) Gibb / Šaiḫzāda. Londra, 1886
- Ottoman poems. Translated into English in The original forms. With introduction, biographical notices, and notes. Londra - Glasgow, 1882
- A history of Ottoman poetry, 6 voll., Londra, 1900-1909 (ristampato a Londra nel 1958-67, Vol. 2-6 a cura di Edward G. Browne).
- Ottoman Literature; The Poets and Poetry of Turkey, Translated from the Arabic with Introduction and Biographical Notes by E.J.W. Gibb, with Arabian, Persian, and Hebrew Poems, and a Special Introduction by Theodore P. Ion, New York, 1901